# Meet The Vamps
Meet The Vamps è l'album di debutto del gruppo britannico The Vamps, pubblicato il 14 aprile 2014 dalla Mercury Records e dalla EMI.
Dall'album sono stati estratti i singoli Can We Dance, Wild Heart, Last Night, Somebody to You e Oh Cecilia (Breaking My Heart).

## Antefatti
James McVey scoprì Brad Simpson tramite YouTube nel 2011 e i due cominciarono subito a scrivere canzoni. Poi incontrarono Tristan Evans e Connor Ball, diventando così un gruppo. Firmarono un contratto con la Mercury Records nel novembre 2012. Il 22 marzo 2014 i The Vamps annunciarono che il loro album si sarebbe intitolato Meet The Vamps e che sarebbe stato pubblicato il 14 aprile dello stesso anno.

## Tracce
1. Wild Heart – 3:11 (Bradley Simpson, James McVey, Tristan Evans, Connor Ball, Amund Björklund, Espen Lind, Ben Harrison, Ayb Asmar, Jamie Scott)
2. Last Night – 3:07 (Wayne Hector, Tom Barnes, Pete Kelleher, Ben Kohn, Ayak Thiik)
3. Somebody to You – 3:05 (Savan Kotecha, Carl Falk, Kristian Lundin)
4. Can We Dance – 3:37 (Amund Bjorklund, Espen Lind, Karl Michael, Timucin Lam, Peter Hernandez, Philip Lawrence)
5. Girls on TV – 3:23 (Bradley Simpson, James McVey, Tristan Evans, Connor Ball, Matt Prime, Seye Adelekan, Tim Woodcock)
6. Risk It All – 3:38 (Bradley Simpson, James McVey, Tristan Evans, Connor Ball, Matt Prime, Wayne Hector)
7. Oh Cecilia (Breaking My Heart) – 3:16 (Bradley Simpson, James McVey, Tristan Evans, Connor Ball, Amund Bjorklund, Espen Lind, Paul Simon, Keinan Warsame, Christopher Michaud)
8. Another World – 3:34 (Bradley Simpson, James McVey, Tristan Evans, Connor Ball, Paul Barry, Patrick Mascall, Mark Bates)
9. Move My Way – 3:28 (Bradley Simpson, James McVey, Tristan Evans, Connor Ball)
10. Shout About It – 3:41 (Bradley Simpson, James McVey, Tristan Evans, Connor Ball, Matt Prime)
11. High Hopes – 3:14 (Bradley Simpson, James McVey, Tristan Evans, Connor Ball, Thomas Fletcher, Dougie Poynter, Daniel David-Jones)
12. She Was the One – 3:55 (Bradley Simpson, James McVey, Tristan Evans, Connor Ball)
13. Dangerous – 3:42 (Bradley Simpson, James McVey, Tristan Evans, Connor Ball, Jay Reynolds)
14. Lovestruck – 3:00 (Bradley Simpson, James McVey, Tristan Evans, Connor Ball, C.J. Baran, Lindy Robbins)
15. Smile – 3:01 (Bradley Simpson, James McVey, Tristan Evans, Connor Ball)

Tracce bonus nell'edizione Deluxe
1. On the Floor – 3:28 (Bradley Simpson, James McVey, Tristan Evans, Connor Ball, Amund Bjorklund, Espen Lind, James Bourne)
2. Golden – 3:19 (Bradley Simpson, James McVey, Tristan Evans, Connor Ball, Alex Smith)
3. Fall – 3:03 (Bradley Simpson, James McVey, Tristan Evans, Connor Ball, David Sneddon, James Bauer-Mein)

DVD nell'edizione Deluxe
1. Story of The Vamps (Documentary) – 75:00
2. Can We Dance (Music Video)
3. Wild Heart (Music Video)
4. Last Night (Music Video)

## Meet The Vamps Christmas Edition
1. Jingle Bell Rock – 2:15 (Joseph Carleton Beale, J.R. Boothe)
2. Sleighing in the Snow – 2:42 (Bradley Simpson, James McVey, Tristan Evans, Connor Ball)
3. Hoping For Snow – 3:39 (Bradley Simpson, James McVey, Tristan Evans, Connor Ball, Joe O'Neill)
4. We Wish You a Merry Christmas – 2:02
5. I Wish It Could Be Christmas Everyday – 3:06 (Roy Wood)
6. Hallelujah – 3:45 (Leonard Cohen)
7. Jingle Bells – 3:01
8. Silent Night – 2:06

Questa edizione di Meet The Vamps è uscita in quasi tutti i paesi il 1º dicembre 2014.